# 1506
Portal Geschichte | Portal Biografien | Aktuelle Ereignisse | Jahreskalender | Tagesartikel

◄ |
15. Jahrhundert |
16. Jahrhundert
| 17. Jahrhundert | ►

◄ |
1470er |
1480er |
1490er |
1500er
| 1510er | 1520er | 1530er | ►

◄◄ |
◄ |
1502 |
1503 |
1504 |
1505 |
1506
| 1507 | 1508 | 1509 | 1510 | ► | ►►
Staatsoberhäupter  · Nekrolog · Kunstjahr · Literaturjahr · Musikjahr   · Wissenschaftsjahr
| Januar | Januar | Januar | Januar | Januar | Januar | Januar | Januar |
| Kw     | Mo     | Di     | Mi     | Do     | Fr     | Sa     | So     |
| ------ | ------ | ------ | ------ | ------ | ------ | ------ | ------ |
| 1      |        |        |        | 1      | 2      | 3      | 4      |
| 2      | 5      | 6      | 7      | 8      | 9      | 10     | 11     |
| 3      | 12     | 13     | 14     | 15     | 16     | 17     | 18     |
| 4      | 19     | 20     | 21     | 22     | 23     | 24     | 25     |
| 5      | 26     | 27     | 28     | 29     | 30     | 31     |        |

| Februar | Februar | Februar | Februar | Februar | Februar | Februar | Februar |
| Kw      | Mo      | Di      | Mi      | Do      | Fr      | Sa      | So      |
| ------- | ------- | ------- | ------- | ------- | ------- | ------- | ------- |
| 5       |         |         |         |         |         |         | 1       |
| 6       | 2       | 3       | 4       | 5       | 6       | 7       | 8       |
| 7       | 9       | 10      | 11      | 12      | 13      | 14      | 15      |
| 8       | 16      | 17      | 18      | 19      | 20      | 21      | 22      |
| 9       | 23      | 24      | 25      | 26      | 27      | 28      |         |

| März | März | März | März | März | März | März | März |
| Kw   | Mo   | Di   | Mi   | Do   | Fr   | Sa   | So   |
| ---- | ---- | ---- | ---- | ---- | ---- | ---- | ---- |
| 9    |      |      |      |      |      |      | 1    |
| 10   | 2    | 3    | 4    | 5    | 6    | 7    | 8    |
| 11   | 9    | 10   | 11   | 12   | 13   | 14   | 15   |
| 12   | 16   | 17   | 18   | 19   | 20   | 21   | 22   |
| 13   | 23   | 24   | 25   | 26   | 27   | 28   | 29   |
| 14   | 30   | 31   |      |      |      |      |      |

| April | April | April | April | April | April | April | April |
| Kw    | Mo    | Di    | Mi    | Do    | Fr    | Sa    | So    |
| ----- | ----- | ----- | ----- | ----- | ----- | ----- | ----- |
| 14    |       |       | 1     | 2     | 3     | 4     | 5     |
| 15    | 6     | 7     | 8     | 9     | 10    | 11    | 12    |
| 16    | 13    | 14    | 15    | 16    | 17    | 18    | 19    |
| 17    | 20    | 21    | 22    | 23    | 24    | 25    | 26    |
| 18    | 27    | 28    | 29    | 30    |       |       |       |

| Mai | Mai | Mai | Mai | Mai | Mai | Mai | Mai |
| Kw  | Mo  | Di  | Mi  | Do  | Fr  | Sa  | So  |
| --- | --- | --- | --- | --- | --- | --- | --- |
| 18  |     |     |     |     | 1   | 2   | 3   |
| 19  | 4   | 5   | 6   | 7   | 8   | 9   | 10  |
| 20  | 11  | 12  | 13  | 14  | 15  | 16  | 17  |
| 21  | 18  | 19  | 20  | 21  | 22  | 23  | 24  |
| 22  | 25  | 26  | 27  | 28  | 29  | 30  | 31  |

| Juni | Juni | Juni | Juni | Juni | Juni | Juni | Juni |
| Kw   | Mo   | Di   | Mi   | Do   | Fr   | Sa   | So   |
| ---- | ---- | ---- | ---- | ---- | ---- | ---- | ---- |
| 23   | 1    | 2    | 3    | 4    | 5    | 6    | 7    |
| 24   | 8    | 9    | 10   | 11   | 12   | 13   | 14   |
| 25   | 15   | 16   | 17   | 18   | 19   | 20   | 21   |
| 26   | 22   | 23   | 24   | 25   | 26   | 27   | 28   |
| 27   | 29   | 30   |      |      |      |      |      |

| Juli | Juli | Juli | Juli | Juli | Juli | Juli | Juli |
| Kw   | Mo   | Di   | Mi   | Do   | Fr   | Sa   | So   |
| ---- | ---- | ---- | ---- | ---- | ---- | ---- | ---- |
| 27   |      |      | 1    | 2    | 3    | 4    | 5    |
| 28   | 6    | 7    | 8    | 9    | 10   | 11   | 12   |
| 29   | 13   | 14   | 15   | 16   | 17   | 18   | 19   |
| 30   | 20   | 21   | 22   | 23   | 24   | 25   | 26   |
| 31   | 27   | 28   | 29   | 30   | 31   |      |      |

| August | August | August | August | August | August | August | August |
| Kw     | Mo     | Di     | Mi     | Do     | Fr     | Sa     | So     |
| ------ | ------ | ------ | ------ | ------ | ------ | ------ | ------ |
| 31     |        |        |        |        |        | 1      | 2      |
| 32     | 3      | 4      | 5      | 6      | 7      | 8      | 9      |
| 33     | 10     | 11     | 12     | 13     | 14     | 15     | 16     |
| 34     | 17     | 18     | 19     | 20     | 21     | 22     | 23     |
| 35     | 24     | 25     | 26     | 27     | 28     | 29     | 30     |
| 36     | 31     |        |        |        |        |        |        |

| September | September | September | September | September | September | September | September |
| Kw        | Mo        | Di        | Mi        | Do        | Fr        | Sa        | So        |
| --------- | --------- | --------- | --------- | --------- | --------- | --------- | --------- |
| 36        |           | 1         | 2         | 3         | 4         | 5         | 6         |
| 37        | 7         | 8         | 9         | 10        | 11        | 12        | 13        |
| 38        | 14        | 15        | 16        | 17        | 18        | 19        | 20        |
| 39        | 21        | 22        | 23        | 24        | 25        | 26        | 27        |
| 40        | 28        | 29        | 30        |           |           |           |           |

| Oktober | Oktober | Oktober | Oktober | Oktober | Oktober | Oktober | Oktober |
| Kw      | Mo      | Di      | Mi      | Do      | Fr      | Sa      | So      |
| ------- | ------- | ------- | ------- | ------- | ------- | ------- | ------- |
| 40      |         |         |         | 1       | 2       | 3       | 4       |
| 41      | 5       | 6       | 7       | 8       | 9       | 10      | 11      |
| 42      | 12      | 13      | 14      | 15      | 16      | 17      | 18      |
| 43      | 19      | 20      | 21      | 22      | 23      | 24      | 25      |
| 44      | 26      | 27      | 28      | 29      | 30      | 31      |         |

| November | November | November | November | November | November | November | November |
| Kw       | Mo       | Di       | Mi       | Do       | Fr       | Sa       | So       |
| -------- | -------- | -------- | -------- | -------- | -------- | -------- | -------- |
| 44       |          |          |          |          |          |          | 1        |
| 45       | 2        | 3        | 4        | 5        | 6        | 7        | 8        |
| 46       | 9        | 10       | 11       | 12       | 13       | 14       | 15       |
| 47       | 16       | 17       | 18       | 19       | 20       | 21       | 22       |
| 48       | 23       | 24       | 25       | 26       | 27       | 28       | 29       |
| 49       | 30       |          |          |          |          |          |          |

| Dezember | Dezember | Dezember | Dezember | Dezember | Dezember | Dezember | Dezember |
| Kw       | Mo       | Di       | Mi       | Do       | Fr       | Sa       | So       |
| -------- | -------- | -------- | -------- | -------- | -------- | -------- | -------- |
| 49       |          | 1        | 2        | 3        | 4        | 5        | 6        |
| 50       | 7        | 8        | 9        | 10       | 11       | 12       | 13       |
| 51       | 14       | 15       | 16       | 17       | 18       | 19       | 20       |
| 52       | 21       | 22       | 23       | 24       | 25       | 26       | 27       |
| 53       | 28       | 29       | 30       | 31       |          |          |          |

| Januar | Januar | Januar | Januar | Januar | Januar | Januar | Januar |
| Kw     | Mo     | Di     | Mi     | Do     | Fr     | Sa     | So     |
| ------ | ------ | ------ | ------ | ------ | ------ | ------ | ------ |
| 1      |        |        |        | 1      | 2      | 3      | 4      |
| 2      | 5      | 6      | 7      | 8      | 9      | 10     | 11     |
| 3      | 12     | 13     | 14     | 15     | 16     | 17     | 18     |
| 4      | 19     | 20     | 21     | 22     | 23     | 24     | 25     |
| 5      | 26     | 27     | 28     | 29     | 30     | 31     |        |

| Februar | Februar | Februar | Februar | Februar | Februar | Februar | Februar |
| Kw      | Mo      | Di      | Mi      | Do      | Fr      | Sa      | So      |
| ------- | ------- | ------- | ------- | ------- | ------- | ------- | ------- |
| 5       |         |         |         |         |         |         | 1       |
| 6       | 2       | 3       | 4       | 5       | 6       | 7       | 8       |
| 7       | 9       | 10      | 11      | 12      | 13      | 14      | 15      |
| 8       | 16      | 17      | 18      | 19      | 20      | 21      | 22      |
| 9       | 23      | 24      | 25      | 26      | 27      | 28      |         |

| März | März | März | März | März | März | März | März |
| Kw   | Mo   | Di   | Mi   | Do   | Fr   | Sa   | So   |
| ---- | ---- | ---- | ---- | ---- | ---- | ---- | ---- |
| 9    |      |      |      |      |      |      | 1    |
| 10   | 2    | 3    | 4    | 5    | 6    | 7    | 8    |
| 11   | 9    | 10   | 11   | 12   | 13   | 14   | 15   |
| 12   | 16   | 17   | 18   | 19   | 20   | 21   | 22   |
| 13   | 23   | 24   | 25   | 26   | 27   | 28   | 29   |
| 14   | 30   | 31   |      |      |      |      |      |

| April | April | April | April | April | April | April | April |
| Kw    | Mo    | Di    | Mi    | Do    | Fr    | Sa    | So    |
| ----- | ----- | ----- | ----- | ----- | ----- | ----- | ----- |
| 14    |       |       | 1     | 2     | 3     | 4     | 5     |
| 15    | 6     | 7     | 8     | 9     | 10    | 11    | 12    |
| 16    | 13    | 14    | 15    | 16    | 17    | 18    | 19    |
| 17    | 20    | 21    | 22    | 23    | 24    | 25    | 26    |
| 18    | 27    | 28    | 29    | 30    |       |       |       |

| Mai | Mai | Mai | Mai | Mai | Mai | Mai | Mai |
| Kw  | Mo  | Di  | Mi  | Do  | Fr  | Sa  | So  |
| --- | --- | --- | --- | --- | --- | --- | --- |
| 18  |     |     |     |     | 1   | 2   | 3   |
| 19  | 4   | 5   | 6   | 7   | 8   | 9   | 10  |
| 20  | 11  | 12  | 13  | 14  | 15  | 16  | 17  |
| 21  | 18  | 19  | 20  | 21  | 22  | 23  | 24  |
| 22  | 25  | 26  | 27  | 28  | 29  | 30  | 31  |

| Juni | Juni | Juni | Juni | Juni | Juni | Juni | Juni |
| Kw   | Mo   | Di   | Mi   | Do   | Fr   | Sa   | So   |
| ---- | ---- | ---- | ---- | ---- | ---- | ---- | ---- |
| 23   | 1    | 2    | 3    | 4    | 5    | 6    | 7    |
| 24   | 8    | 9    | 10   | 11   | 12   | 13   | 14   |
| 25   | 15   | 16   | 17   | 18   | 19   | 20   | 21   |
| 26   | 22   | 23   | 24   | 25   | 26   | 27   | 28   |
| 27   | 29   | 30   |      |      |      |      |      |

| Juli | Juli | Juli | Juli | Juli | Juli | Juli | Juli |
| Kw   | Mo   | Di   | Mi   | Do   | Fr   | Sa   | So   |
| ---- | ---- | ---- | ---- | ---- | ---- | ---- | ---- |
| 27   |      |      | 1    | 2    | 3    | 4    | 5    |
| 28   | 6    | 7    | 8    | 9    | 10   | 11   | 12   |
| 29   | 13   | 14   | 15   | 16   | 17   | 18   | 19   |
| 30   | 20   | 21   | 22   | 23   | 24   | 25   | 26   |
| 31   | 27   | 28   | 29   | 30   | 31   |      |      |

| August | August | August | August | August | August | August | August |
| Kw     | Mo     | Di     | Mi     | Do     | Fr     | Sa     | So     |
| ------ | ------ | ------ | ------ | ------ | ------ | ------ | ------ |
| 31     |        |        |        |        |        | 1      | 2      |
| 32     | 3      | 4      | 5      | 6      | 7      | 8      | 9      |
| 33     | 10     | 11     | 12     | 13     | 14     | 15     | 16     |
| 34     | 17     | 18     | 19     | 20     | 21     | 22     | 23     |
| 35     | 24     | 25     | 26     | 27     | 28     | 29     | 30     |
| 36     | 31     |        |        |        |        |        |        |

| September | September | September | September | September | September | September | September |
| Kw        | Mo        | Di        | Mi        | Do        | Fr        | Sa        | So        |
| --------- | --------- | --------- | --------- | --------- | --------- | --------- | --------- |
| 36        |           | 1         | 2         | 3         | 4         | 5         | 6         |
| 37        | 7         | 8         | 9         | 10        | 11        | 12        | 13        |
| 38        | 14        | 15        | 16        | 17        | 18        | 19        | 20        |
| 39        | 21        | 22        | 23        | 24        | 25        | 26        | 27        |
| 40        | 28        | 29        | 30        |           |           |           |           |

| Oktober | Oktober | Oktober | Oktober | Oktober | Oktober | Oktober | Oktober |
| Kw      | Mo      | Di      | Mi      | Do      | Fr      | Sa      | So      |
| ------- | ------- | ------- | ------- | ------- | ------- | ------- | ------- |
| 40      |         |         |         | 1       | 2       | 3       | 4       |
| 41      | 5       | 6       | 7       | 8       | 9       | 10      | 11      |
| 42      | 12      | 13      | 14      | 15      | 16      | 17      | 18      |
| 43      | 19      | 20      | 21      | 22      | 23      | 24      | 25      |
| 44      | 26      | 27      | 28      | 29      | 30      | 31      |         |

| November | November | November | November | November | November | November | November |
| Kw       | Mo       | Di       | Mi       | Do       | Fr       | Sa       | So       |
| -------- | -------- | -------- | -------- | -------- | -------- | -------- | -------- |
| 44       |          |          |          |          |          |          | 1        |
| 45       | 2        | 3        | 4        | 5        | 6        | 7        | 8        |
| 46       | 9        | 10       | 11       | 12       | 13       | 14       | 15       |
| 47       | 16       | 17       | 18       | 19       | 20       | 21       | 22       |
| 48       | 23       | 24       | 25       | 26       | 27       | 28       | 29       |
| 49       | 30       |          |          |          |          |          |          |

| Dezember | Dezember | Dezember | Dezember | Dezember | Dezember | Dezember | Dezember |
| Kw       | Mo       | Di       | Mi       | Do       | Fr       | Sa       | So       |
| -------- | -------- | -------- | -------- | -------- | -------- | -------- | -------- |
| 49       |          | 1        | 2        | 3        | 4        | 5        | 6        |
| 50       | 7        | 8        | 9        | 10       | 11       | 12       | 13       |
| 51       | 14       | 15       | 16       | 17       | 18       | 19       | 20       |
| 52       | 21       | 22       | 23       | 24       | 25       | 26       | 27       |
| 53       | 28       | 29       | 30       | 31       |          |          |          |

## Ereignisse

### Politik und Weltgeschehen

#### Osteuropa

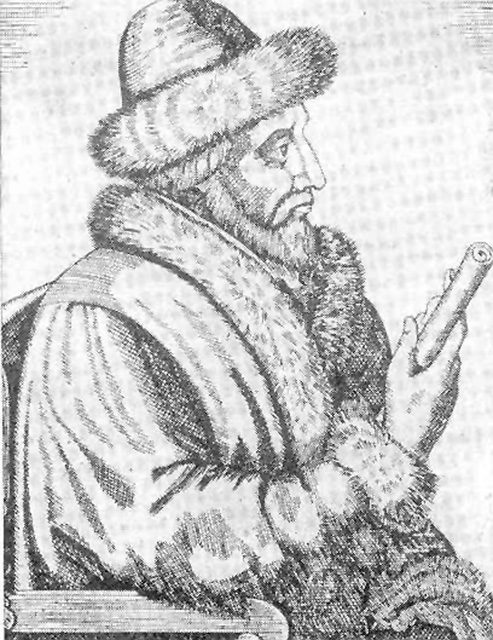
Großfürst Wassili III. von Moskau

- 22. Mai: Der Kriegszug des Großfürstentums Moskau gegen das abtrünnige Khanat Kasan endet mit einem Misserfolg. Die russischen Truppen werden geschlagen. In der Nähe von Arsk gelingt zwar am 22. Juni ein Sieg gegen die Tataren, als die Russen ihren Sieg feiern, kehrt Khan Moxammat Amin jedoch zurück und schlägt sie vernichtend. Obwohl dieser Sieg der Tataren zu den größten Siegen der letzten Jahrzehnte zählt, ersucht Moxammat aus unbekannten Gründen um Frieden und zahlt Großfürst Wassili III. eine Kriegsentschädigung.
- 19. August: Nach dem unerwarteten Tode des polnischen Königs und litauischen Großfürsten Alexander hegt sein Moskauer Schwager Wassili III., unterstützt von seiner Schwester und einer litauischen Gruppe um den Fürsten Michail Lwowitsch Glinski, Hoffnungen auf die Nachfolge im Großfürstentum Litauen. Sie werden mit der Wahl Sigismunds I., des Bruders von Alexander, als Herrscher der gesamten Polnisch-Litauischen Union am 20. Oktober zunichte.

#### Mitteleuropa
- 22. Januar: Die ersten Söldner der Schweizergarde unter der Führung ihres Hauptmanns Kaspar von Silenen treffen in Rom ein und werden von Papst Julius II. gesegnet.
- 8. Juli: Mit dem Primogeniturgesetz regelt Herzog Albrecht IV. von Bayern die künftige Unteilbarkeit des Herzogtums Bayern. Der erstgeborene Sohn erbt alles allein, andere Nachkömmlinge werden finanziell abgesichert.
- 7. Oktober: Papst Julius II. stellt Giovanni II. Bentivoglio, Stadtherr von Bologna unter den Kirchenbann. In den nächsten Wochen wird die Stadt von päpstlichen Truppen, unterstützt von französischen Einheiten, erobert und Teil des Kirchenstaates. Giovanni Bentivoglio flüchtet nach Busseto. Julius II. zieht am 10. November triumphal in der Stadt ein.
- Innerhalb von kurzer Zeit sterben die Herzöge Nikolaus VI. und Johann IV., woraufhin der jüngste Bruder Valentin aus dem Troppauer Zweig der Přemysliden alleiniger Herzog von Troppau-Ratibor wird.

#### Spanien
- 22. März: 16 Monate nach dem Tod von Isabella I. von Kastilien heiratet ihr Mann Ferdinand II. von Aragón in Dueñas Gräfin Germaine de Foix, eine Tochter von Jean de Foix, comte d’Etampes, vicomte de Narbonne.

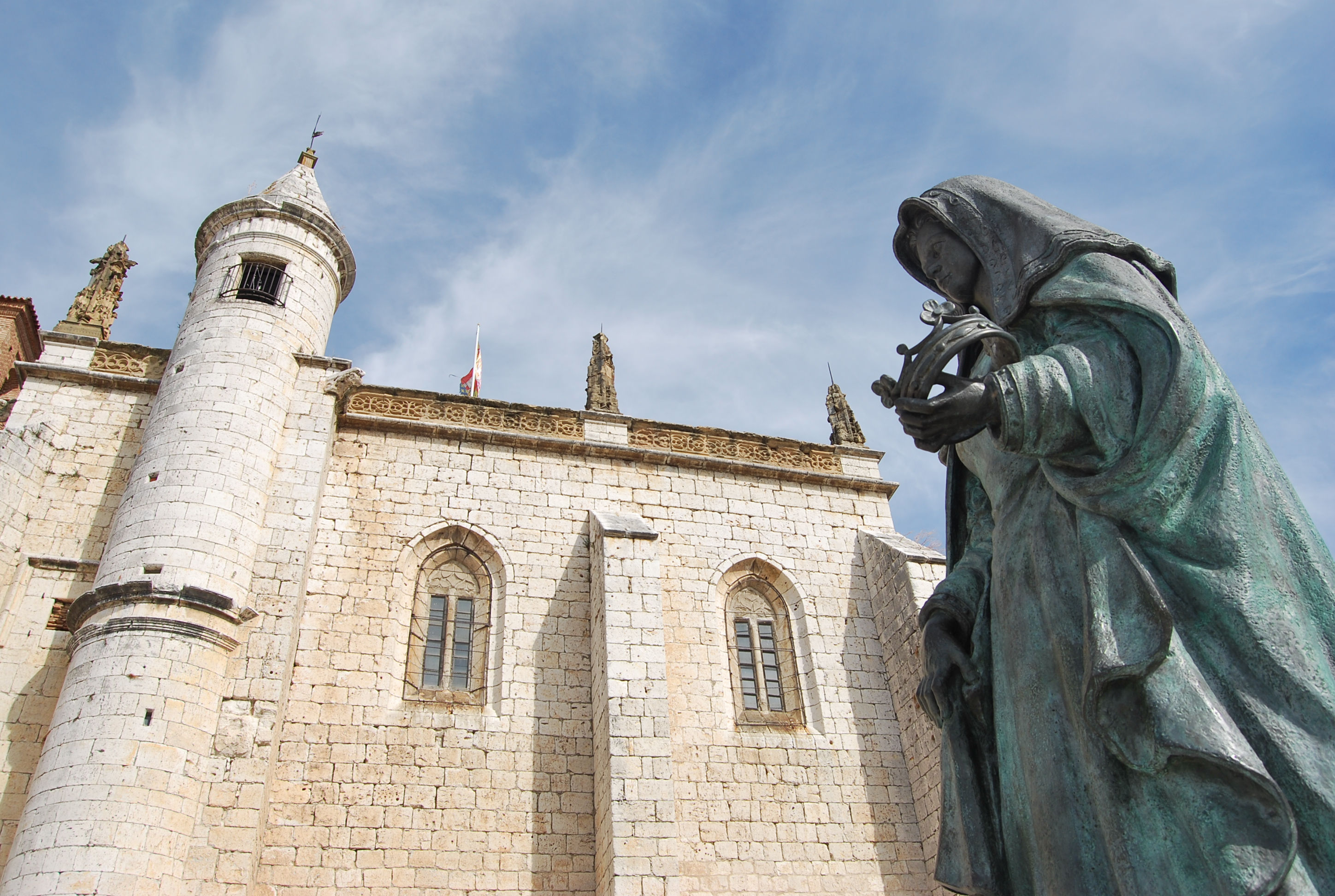
Statue der Johanna
vor der Festung von Tordesillas

- 25. September: Nach dem Tod von König Philipp I. von Kastilien verfällt seine Gattin Johanna angeblich zusehends dem Wahnsinn. Möglicherweise handelt es sich dabei auch um eine Intrige, um sie von der Macht fernzuhalten. Sie wird, angeblich wegen ihres Zustandes, unter der Obhut der Klosterfrauen des Klosters Santa Clara in der Festung von Tordesillas gefangengesetzt. Johannas Vater Ferdinand II. von Aragón übernimmt die Regentschaft im Königreich.
- Oktober: Dem seit zwei Jahren in spanischer Gefangenschaft befindlichen Cesare Borgia gelingt eine spektakuläre Flucht aus dem Gefängnisturm von La Mota in Medina del Campo. Es gelingt ihm, unerkannt zu seinem Schwager Jean d’Albret, dem König von Navarra, nach Pamplona zu reisen, wo er sich mit diesem verbündet.

#### Portugal und seine Kolonien

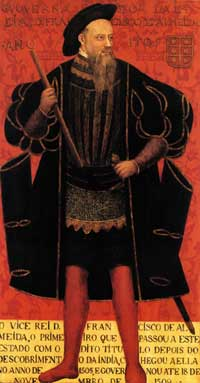
Francisco de Almeida

- 16./17. März: In einer Seeschlacht vor Cannanore siegt eine portugiesische Flotte unter Lourenço de Almeida, dem Sohn des indischen Vizekönigs Francisco de Almeida über den Fürsten von Calicut und festigt damit den portugiesischen Einfluss an der Malabarküste. Der Bologneser Ludovico de Varthema, der an der Schlacht teilnimmt, berichtet ausführlich darüber in seinem Reisebericht (Itinerario).
- 6. April: Der portugiesische Admiral Tristão da Cunha macht sich mit 15 Schiffen in Richtung Portugiesisch-Indien auf den Weg. Auf der Reise entdeckt er drei vulkanische Inseln im Südatlantik, von denen eine – Tristan da Cunha – später nach ihm benannt wird. Am selben Tag verlässt eine weitere Armada unter Afonso de Albuquerque Lissabon, hat aber den Auftrag, Richtung Rotes Meer und Persischen Golf zu segeln.

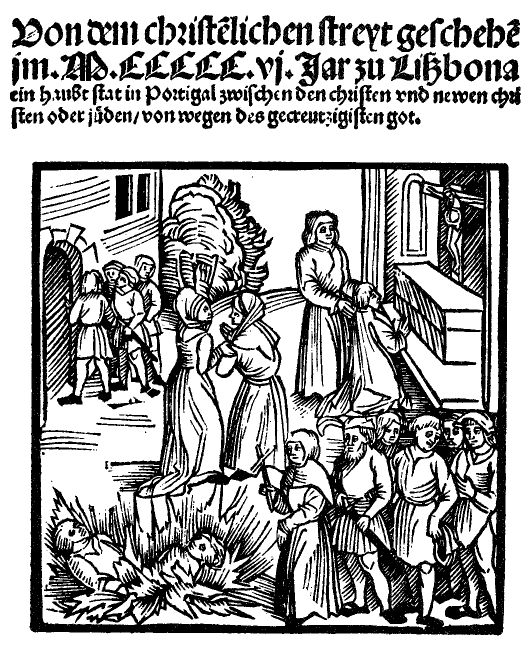
Titelblatt einer Flugschrift zum Massaker von Lissabon

- 19. April: Bei einem Massaker in Lissabon gegen sogenannte „Kryptojuden“ finden um die 2000 Neuchristen (zwangsgetaufte Juden) den Tod. Erst nach drei Tagen wird das Massaker durch die königlichen Truppen Manuels I. beendet. Die Haupttäter werden bestraft und den Neuchristen werden einige Zugeständnisse eingeräumt.
- Tristão da Cunha und Afonso de Albuquerque erobern die Ilha de Moçambique.
- Portugal besetzt die Insel Mogador vor Essaouira in Marokko und beginnt mit dem Bau von Hafenanlagen und einer Festung. Auch bei Souira Kedima beginnt mit dem Castelo de Aguz ein Festungsbau in der Algarve jenseits des Meeres.

### Wissenschaft und Technik

#### Kartographie

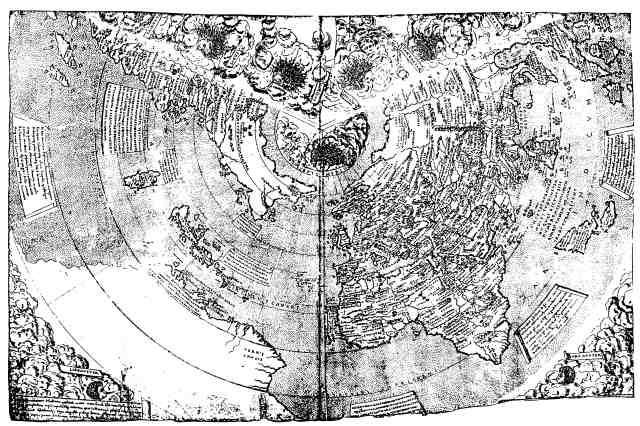
Contarini-Rosselli-Karte

- Die Contarini-Rosselli-Karte, die erste gedruckte Weltkarte, die die Neue Welt zeigt, wird von Giovanni Matteo Contarini gezeichnet und von Francesco Rosselli in Florenz oder Venedig gestochen. Die Karte berücksichtigt bereits die Krümmung der Erde mittels stereografischer Projektion.

#### Universitätsgründungen
- 15. März: Papst Julius II. genehmigt die Errichtung der Universität Viadrina in Frankfurt an der Oder. Kurfürst Joachim I. von Brandenburg eröffnet die Universität am 26. April. Das Gebäude ist auf einer bei einem Pogrom zerstörten Synagoge errichtet worden.
- Die Universität Urbino wird gegründet.

### Kultur

#### Architektur
- 24. Juli: Der Rote Turm auf dem Marktplatz in Halle an der Saale wird 88 Jahre nach seinem Baubeginn fertiggestellt.

#### Bildende Kunst

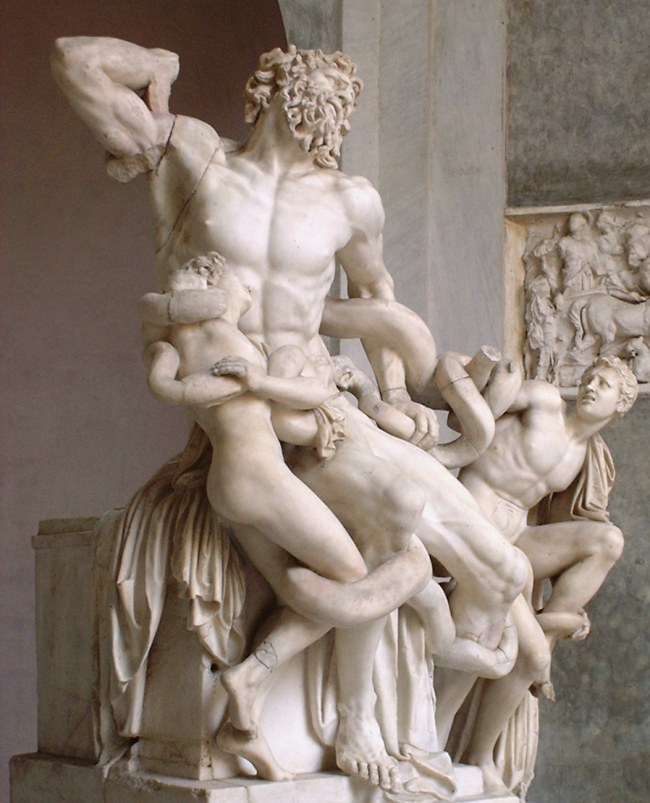
Die Laokoon-Gruppe

- 14. Januar: Der Weinbauer Felice de Fredi entdeckt in seinen Weinbergen auf dem Esquilin in Rom die um Christi Geburt entstandene marmorne Laokoon-Figurengruppe der Bildhauer Hagesandros, Polydoros und Athanadoros.

Das Rosenkranzfest, im Hintergrund Dürer selbst, an einen Baum gelehnt

Albrecht Dürer malt eines seiner wenigen Altarbilder, Das Rosenkranzfest als Altarbild für die Kirche San Bartolomeo in Venedig. Das Bild, das auch ein Selbstbildnis beinhaltet, macht Dürer, der bis zu diesem Zeitpunkt vor allem Grafiken und Zeichnungen geschaffen hat, schlagartig berühmt.

#### Musik
- Alexander Agricola, Nicolas Champion, Antonius Divitis, Marbrianus de Orto und Pierre de la Rue, alle Mitglieder der Grande Chapelle von Philipp dem Schönen in Mecheln, folgen ihrem Dienstherren auf seiner zweiten Spanienreise, die ab Mitte Januar auf dem Seeweg stattfindet. Philipp der Schöne zieht mit seinem Hof für den Sommer nach Valladolid und später nach Burgos, wo er im September einem Fieber erliegt. Alexander Agricola stirbt bereits am 15. August des gleichen Jahres in der Nähe von Valladolid, möglicherweise an der gleichen fiebrigen Erkrankung. Nach dem Tod Philipps des Schönen löst sich die Hofkapelle auf. Ein Teil der Mitglieder kehrt nach Burgund zurück, andere, so auch Nicolas Champion, Antonius Divitis, Marbrianus de Orto und Pierre de la Rue, treten in den Dienst der Nachfolgekapelle der Witwe, Johanna von Kastilien, die in der Entlohnung besonders großzügig ist.
- Josquin Desprez ist seit 1504 Probst an seiner früheren Wirkungsstätte Condé-sur-l’Escaut. Er wird als monsieur le prevost messire Josse des pres bezeichnet. Die Stellung ist für den ehemaligen Kapellmeister nicht nur wegen seines dortigen Haus- und Grundbesitzes attraktiv, sondern noch mehr wegen der guten Personalausstattung der Kirche und der Qualität der dortigen Musikausübung, die nur noch von der Kathedrale in Cambrai und von Saint-Vincent in Soignies übertroffen wird. Der Propst hat hier (nach einer Aufstellung aus dem Jahr 1523) die weltliche Macht im Kirchensprengel inne und ist der Vorgesetzte des Dekans, des Schatzmeisters, von 25 Kanonikern, 18 Kaplänen, 16 Vikaren und sechs Chorknaben, dazu einigen Priestern ohne Pfründe; in den aufwändig gestalteten Gottesdiensten wirkt in der Regel ein Chor aus den Vikaren und Chorknaben mit, so dass bis zu 22 musikgeübte Stimmen zur Verfügung stehen und bis zu sechsstimmige Werke aufgeführt werden können.
- Paul Hofhaimer spielt an einem Apfelregal in einer Messe vor Kaiser Maximilian I. Maximilian hat dieses Instrument für seinen Hoforganisten Hofhaimer bauen lassen.

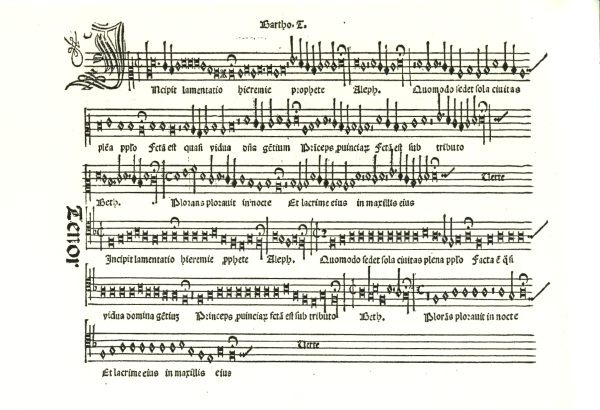
Bartolomeo Tromboncino: Seite aus Lamentationum Jeremie, 1506

### Religion
- 18. März: Papst Julius II. entscheidet, dass die im Jahr 1500 aus der St. Stephanus-Kirche in Mainz gestohlene Reliquie des Annahauptes in Düren verbleiben darf.
- 18. April: Papst Julius II. legt den Grundstein für die neue Peterskirche in Rom. Der erste Entwurf für den Neubau stammt von Donato Bramante, der erster Bauleiter des Projektes ist. Im Gegensatz zur lange verbreiteten Auffassung betreffen seine ersten Überlegungen nicht einen Plan über griechischem Kreuz, sondern werden über dem Grundriss der alten Basilika im Blick auf einen Longitudinalbau entwickelt.

### Katastrophen
- 1506/1507: Der Englische Schweiß bricht ein zweites Mal aus.

## Historische Karten und Ansichten

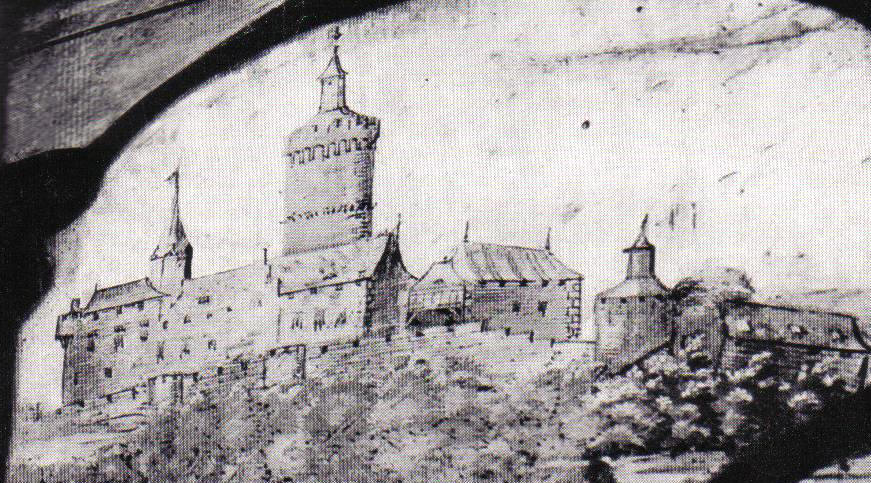
Zeichnung der Godesburg auf einem Kirchenfenster; entstanden um 1506

## Geboren

### Geburtsdatum gesichert
- 15. Februar: Juliana zu Stolberg, Stammmutter der älteren und jüngeren Linie des Hauses Oranien († 1580)
- 000Februar: George Buchanan, schottischer humanistischer Philosoph und Historiker († 1582)
- 03. März: Ludwig von Portugal, Herzog von Beja († 1555)
- 09. März: Asch-Schahīd ath-Thānī, zwölferschiitischer Rechtsgelehrter und Theologe († 1559)
- 07. April: Francisco de Xavier, spanischer Jesuit und Heiliger, Apostel Indiens und Japans († 1552)
- 08. April: Jachiam Tütschett Bifrun, Schweizer reformierter Bibelübersetzer († 1572)
- 13. April: Peter Faber, einer der Gefährten des Ignatius von Loyola und Mitbegründer der Jesuiten († 1546)
- 01. Juli: Ludwig II., König von Böhmen und Ungarn († 1526)
- 13. September: John Leland, englischer Geistlicher und Bibliothekar König Heinrichs VIII. († 1552)
- 31. Oktober: Niklaus Zurkinden, Schweizer Politiker († 1588)
- 08. Dezember: Veit Dietrich, deutscher Theologe und lutherischer Reformator († 1549)

### Genaues Geburtsdatum unbekannt
- Ahmad ibn Ibrahim al-Ghazi, Herrscher im ostafrikanischen Sultanat Adal († 1543)
- Marcantonio Amulio, Kardinal der katholischen Kirche († 1572)
- Chakkraphat, König des siamesischen Königreiches von Ayutthaya († 1569)
- Nikolaus Federmann, deutsch-spanischer Handelsagent, Entdecker und Konquistador der Welser († 1542)
- Johann I., nicht regierender Graf von Ostfriesland († 1572)
- Augustin Marlorat, französischer Reformator († 1562)
- Diego García de Paredes, spanischer Konquistador († 1563)
- Ruprecht, Graf von Veldenz († 1544)
- Stefan IV., Fürst der Moldau († 1527)
- Tansen, indischer Musiker († 1589)

## Gestorben

### Todesdatum gesichert
- 21. Januar: Johann IV. Roth, Bischof von Lavant und Fürstbischof von Breslau (* 1426)
- 19. Februar: Helene von Württemberg, Gräfin zu Hohenlohe (* nach 1453)
- 14. März: Georg Fugger, deutscher Kaufmann (* 1453)
- 19. März: Georg Majoris, Walliser Notar und Politiker (* um 1440)
- 21. März: Hans Haunold, schlesischer Großhändler, Ratsherr von Breslau und Landeshauptmann des böhmischen Erbfürstentums Breslau (* 1445)
- 02. Mai: Johann Steinwert von Soest, deutscher Sänger, Dichter und Arzt (* 1448)
- 15. Mai: Johannes Burckard, Zeremonienmeister an der römischen Kurie (* um 1450)

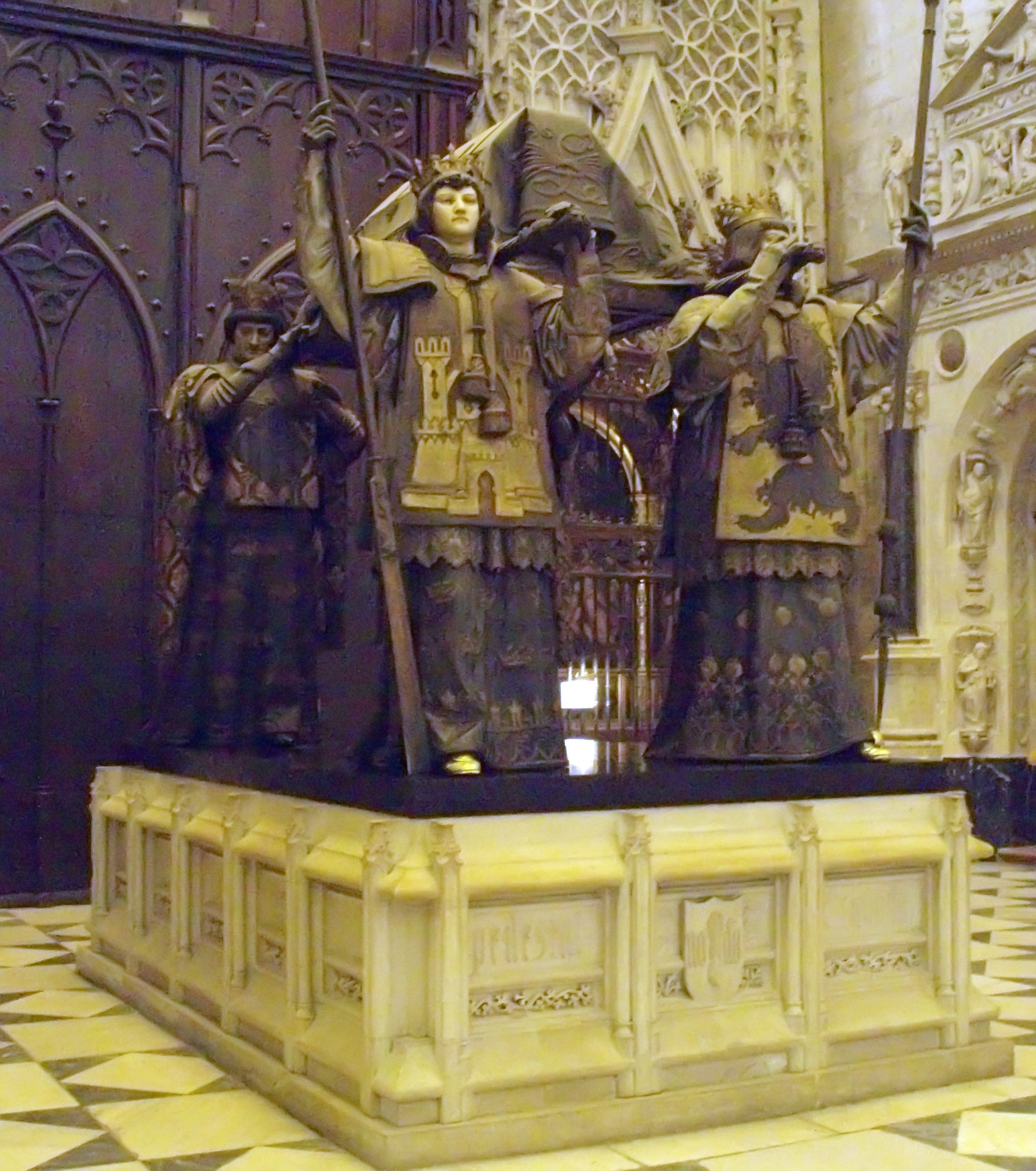
Grabstätte von Kolumbus in der Kathedrale von Sevilla

- 20. Mai: Christoph Kolumbus, genuesischer Seefahrer und Entdecker in kastilischen Diensten (* 1451)
- 01. Juli: Matthias Rejsek, tschechischer Steinmetz, Bildhauer, Baumeister und Architekt (* um 1445)
- 18. Juli: Elogius Kiburger, Schweizer katholischer Geistlicher und Chronist (* unbekannt)
- 22. Juli: Francisco Lloris y de Borja, Kardinal der katholischen Kirche (* 1470)
- 26. Juli: Anne de Foix-Candale, französische Gräfin aus dem Haus Grailly und Königin von Böhmen und Ungarn (* 1484)
- 15. August: Alexander Agricola, franko-flämischer Komponist, Sänger und Instrumentalist (* 1446)
- 16. August: Dietrich Arndes, Bischof von Lübeck (* 1442)

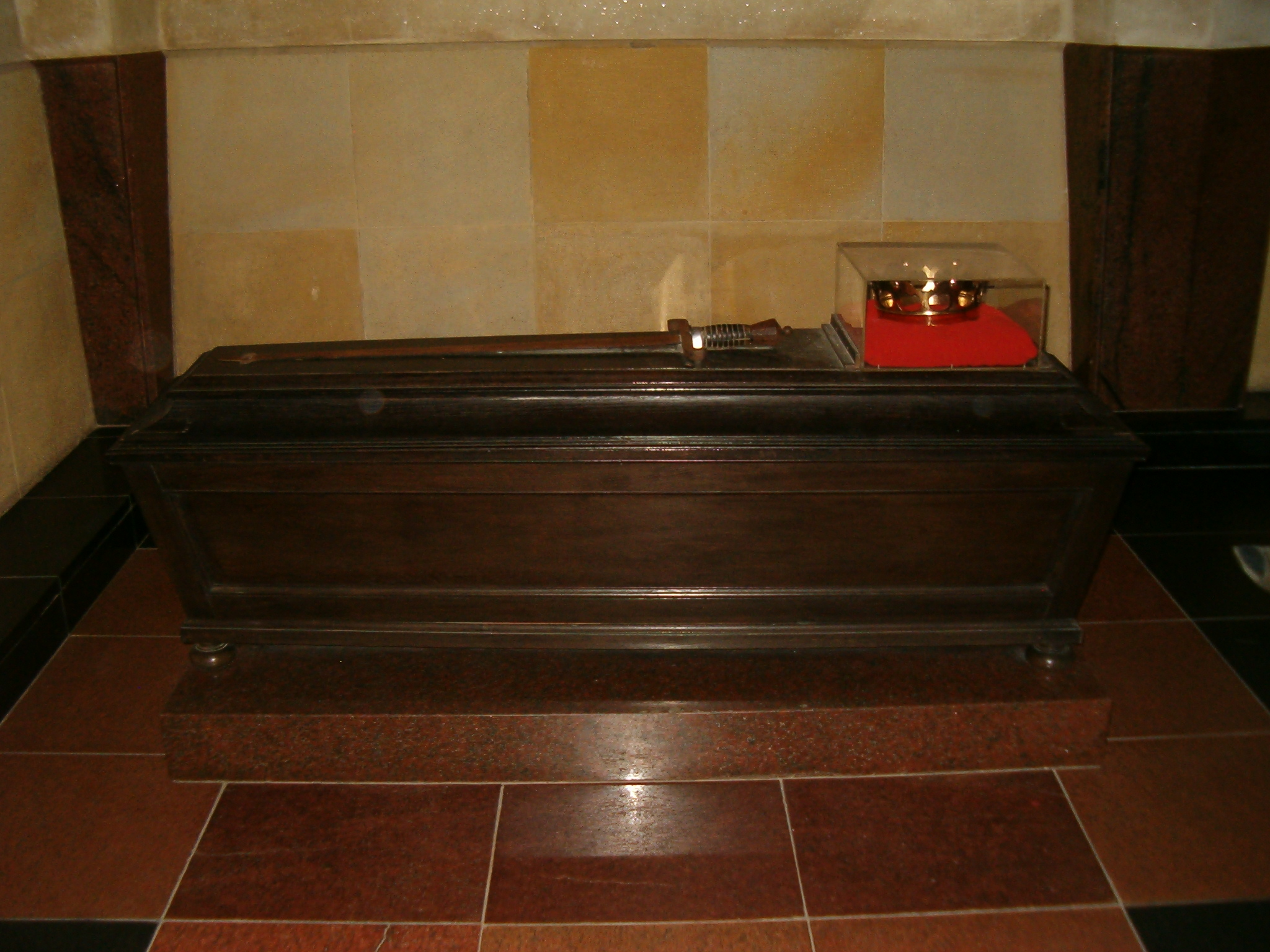
Sarkophag Alexanders von Polen und Litauen

- 19. August: Alexander, Großfürst von Litauen und König von Polen (* 1461)
- 20. August: Albrecht von Pfalz-Mosbach, Bischof von Straßburg (* 1440)
- 26. August: Sesshū Tōyō, japanischer Zen-Mönch und Maler der Muromachi-Zeit (* 1420)
- 28. August: Johannes von Thun, Bischof von Schwerin (* vor 1450)
- 13. September: Andrea Mantegna, italienischer Maler und Kupferstecher (* 1431)
- 25. September: Philipp I., Herzog von Burgund sowie König von Kastilien und León (* 1478)
- 29. September: Juan de Castro, italienischer Kardinal der katholischen Kirche (* 1431)
- 20. Oktober: Adolf von Limburg-Styrum, Herr zu Styrum (* um 1450)
- 20. November: Yeonsangun, zehnter König der koreanischen Joseon-Dynastie (* 1476)
- 21. November: Engelbert von Kleve, deutscher Adliger, Graf von Nevers, Étampes und Eu (* 1462)
- 28. November: Jörg Kling, Steinmetz, Architekt und Dombaumeister des Wiener Stephansdoms (* um 1450)

### Genaues Todesdatum unbekannt
- Chödrak Gyatso, 7. Karmapa der Karma-Kagyü-Schule des tibetischen Buddhismus (* 1454)
- Riccardo Quartararo, neapolitanisch-sizilianischer Maler (* 1443)
- Marcantonio Sabellico, italienischer Historiker und Bibliothekar (* um 1436)